# Socinianism

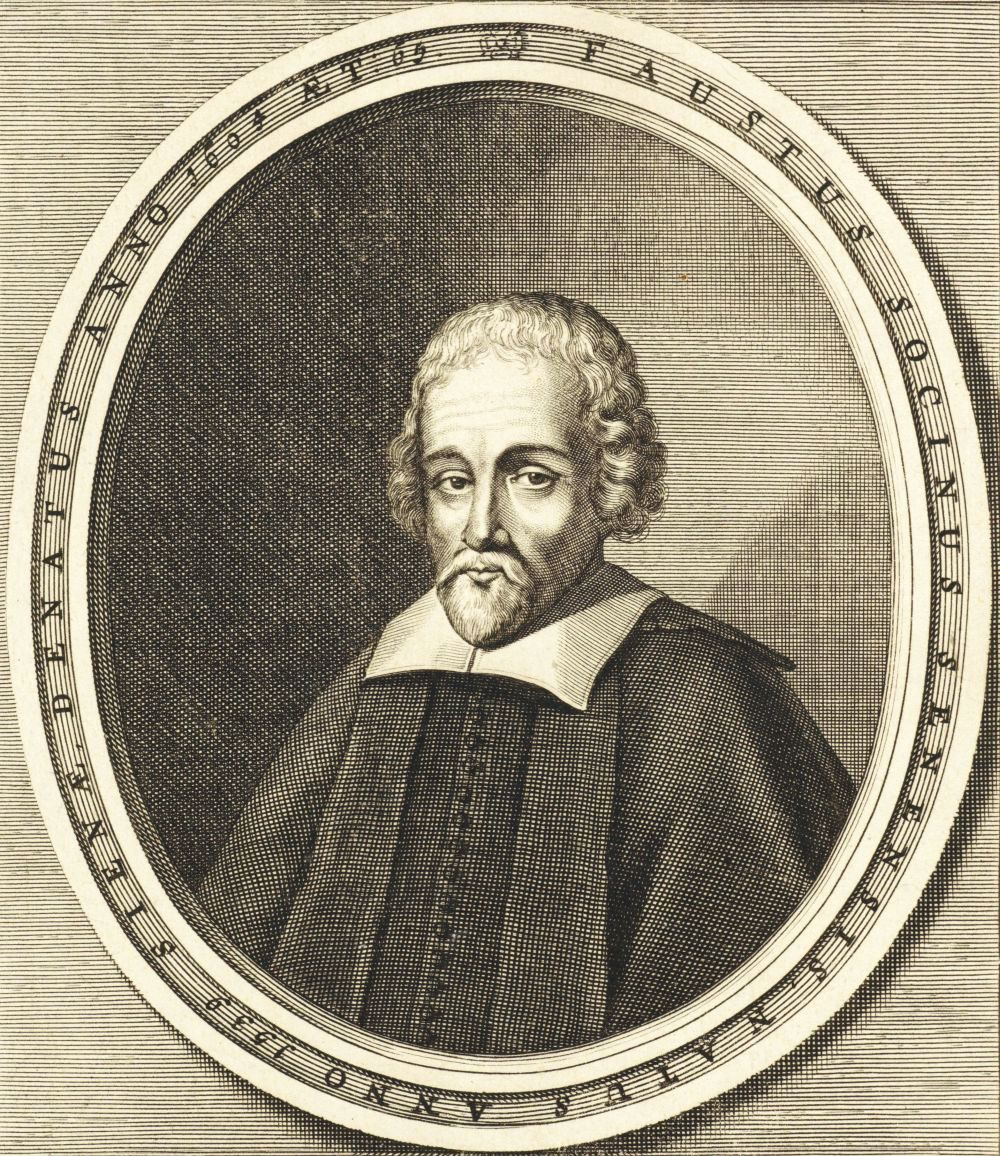
Fausto Sozzini (lat. Faustus Socinius), 1539-1604.

Socinianism är en kristologisk lära som utgår från italienaren Fausto Sozzini (latin Faustus Socinius). Sozzini (1539–1604) skapade en kontroversiell antitrinitarisk rörelse på grundval av farbrodern Lelio Sozzinis (1525–1562) efterlämnade papper. 
Enkelt uttryck vilar den socianska lära på två grundpelare: Bibeln och förnuftet. Den socianska ståndpunkten är en konsekvent vidareutveckling av den nominalistiska skolastiken under inflytande av humanismen. Nominalismen hade påvisat motsättningen mellan tro och förnuft och krävt att förnuftet skulle underkasta sig tron, det vill säga kyrkans lära. Sedan dess hade situationen grundligt ändrats genom humanismen och reformationen. Tanken hade i stället uppkommit att ändra dogmat om det inte stämde med förnuftet. Även den Heliga skrift måste motsvara förnuftet, eftersom den innehåller substansen av den kristna religionen, som ju utgör en väsentlig angelägenhet för den förnuftiga människan. 
I enlighet med detta avfärdar socinianismen kyrkans lära om treenigheten (Sonens och Andens gudom förnekas), inkarnationen (Kristi preexistens avvisas) och sakramenten, men den ansluter sig till reformationens båda huvudtankar, skriftprincipen och rättfärdiggörelsen genom tron allena.
Kristus var född av en jungfru men ändå bara människa. Att innefatta hans person och verk i gudsläran vore att missförstå hans frälsningshistoriska uppdrag. Kristi likhet med människan är nämligen mycket viktig för frälsningen. Religionens mål är odödligheten, som förmedlas av Kristi uppståndelse. Det skulle dock inte finnas någon garanti för odödligheten om Kristus vore väsensskild från oss människor och hans uppståndelse därför skulle kunna härledas till hans gudomliga natur. För att förstå Jesu uppståndelse i hela dess betydelse för människan, måste man utgå från att han själv inte var annat än människa.
Sozzini tvingades i exil till Polen, dit den kyrkliga förföljelsen inte nådde. I Polen organiserades flera grupper till ett enhetligt socianskt samfund. Redan vid mitten av 1600-talet förbjöds dock socinianismen i Polen och upphörde som samfund.